# Morinda trimera
Noni kuahiwi (Morinda trimera) là một loài thực vật có hoa thuộc họ coffee, Rubiaceae, là loài đặc hữu của Hawaiʻi.